# Kärlekens ögon
Kärlekens ögon är en svensk dramafilm från 1922 i regi av John W. Brunius. Filmen premiärvisades 2 oktober 1922. Filmen spelades in i Filmstaden Råsunda med exteriörer från Stockholms centrum och omgivningar av Hugo Edlund.
Som förlaga har man Albert Gnudtzmanns pjäs I blindo från 1903 med svensk premiär på Dramatiska Teatern 1905. Den sista akten av filmen finns bevarad i TV-arkivet hos Sveriges Television.

## Handling
Efter att förbrytarparet Louise Kent och Charles Zukor iscensatt en kupp mot lyxrestaurangen Oriental gömmer de bytet i en blind pianists fick för att undkomma polisen vilket leder till att polisen arresterar pianisten. Louise Kents samvete vaknar när hon inser vilka följder hennes brott får för en oskyldig man som dessutom är blind. Hon förmår inte ange sig själv men följer rättegångsförloppet med stigande gripenhet. När den blinde pianisten slutligen får en villkorlig dom har hennes känslor övergått till kärlek, och det blir hon som får ta hand om den dömde när han bereder sig att begå självmord genom att kasta sig i stadens kanal.

## Rollista
- Gösta Ekman – Henry Warden
- Pauline Brunius – Louise Kent
- Karen Winther – Elsie Campbell
- Vilhelm Bryde – Charles Zukor
- Jenny Tschernichin-Larsson – Henrys mor
- Carl Browallius – Henrys far
- Justus Hagman – Elises far
- Nils Lundell – kypare
- Knut Lindroth – doktor Allen
- Carl Nissen – doktor Lange
- Alfred Lundberg – domare
- William Larsson – advokat
- Thure Holm – musikprofessor
- Gerda Ström – fru Kent
- Albert Ståhl – hovmästare
- Astrid Lindgren – kabaretdansös
- Kai Reiners – kabaretdansare
- Vera Nordling – bestulen miljonärska
- John Norrman – restauranggäst
- Edvin Adolphson – restauranggäst
- Ragnar Arvedson – restauranggäst
- Kurt Welin – restauranggäst
- Tage Almqvist – restauranggäst
- Nils Ohlin – domstolssekreterare